# Condizione della donna in Kenya

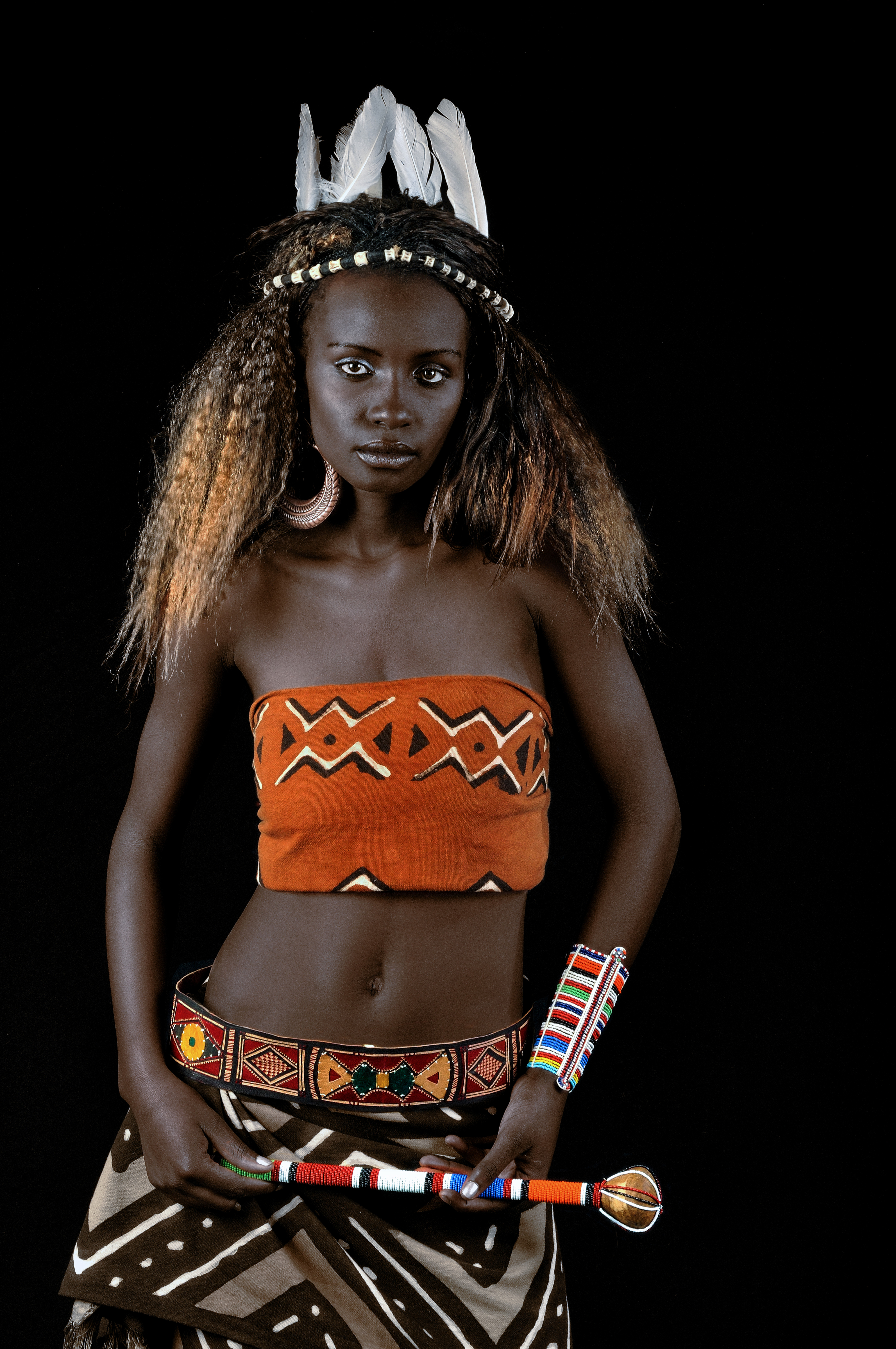
Una modella vestita in abito tradizionale Masai e ornamenti in piuma.

La storia e l'evoluzione del ruolo di genere, della condizione femminile e dei diritti delle donne in Kenya può essere suddivisa tra le donne all'interno della cultura swahili, quelle durante il dominio britanniche ed infine le keniote post-indipendenza; lo status giuridico-sociale della popolazione femminile ha affrontato molti cambiamenti nel corso del secolo scorso. 
I britannici colonizzarono il territorio dell'attuale Kenya a partire dal 1888 costituendo prima l'Africa Orientale Britannica ed in seguito il Kenya,questo fino al 1963.
Il colonialismo dell'impero britannico ebbe un grande e profondo impatto sulla cultura kenyana, che prosegue in parte fino ai giorni nostri.
Prima dell'arrivo degli europei le donne svolsero un ruolo importante nella comunità crescendo i figli e mantenendo la famiglia attraverso il loro lavoro nelle aziende agricole e nei mercati. 
L'influenza del patriarcato divenne però ancora più forte sotto il dominio inglese e le donne si ritrovarono spogliate di molte responsabilità ed opportunità di cui avevano sempre goduto in precedenza.
Anche dopo il 1963 le donne rimasero per lo più oppresse, senza alcun diritto all'istruzione femminile, ad eccezione di un piccolo numero di giovani; ancor oggi si trovano ad affrontare innumerevoli problemi come il matrimonio infantile e il matrimonio forzato, oltre alle mutilazioni genitali femminili, l'epidemia costituita dall'AIDS e la mancanza di educazione e formazione professionale. 
Esistono pochissime donne elette a cariche pubbliche o che svolgono un qualche ruolo sociale.

Il "Gender Inequality Index" per il 2013 è fissato a 0.548, 122ª posizione su 152 paesi; la mortalità materna nel 2010 è stata di 360 su 100.000; le donne parlamentari nel 2013 erano il 19.9%; le donne con un diploma l'istruzione secondaria nel 2012 erano il 25.3%, mentre quelle impegnate nella forza lavoro il 62.0%. Il Global Gender Gap Report per il 2013 è fissato a 0.6803, 78ª posizione su 144 paesi.

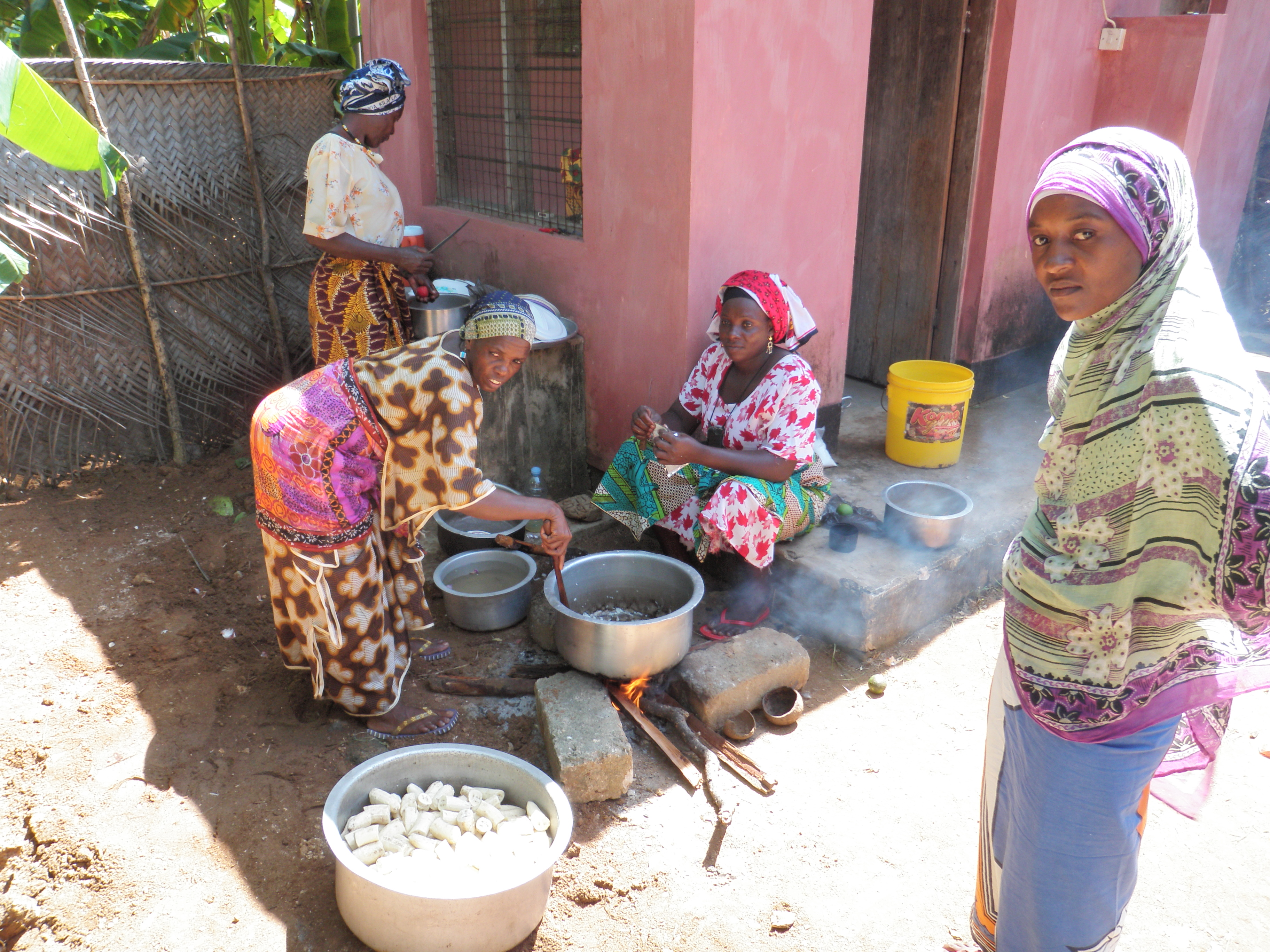
Donne che preparano da mangiare all'aperto.

## All'interno della cultura swahili
Le donne durante l'epoca precoloniale - prima del 1890 - ebbero funzioni organizzative importanti nella loro qualità di familiare assistente, legate soprattutto all'agricoltura, alla cura e al mantenimento della famiglia, alla fornitura dei mercati e all'assistenza ai propri mariti.

## Kenya britannico (1890-1963)
Le donne nel corso del periodo coloniale vissero per lo più in unità familiari che, a causa dell'influenza delle istituzioni di stampo europeo, divennero sempre più strutture rigidamente patriarcali in cui tutto l'ambito finanziario divenne sempre più predominio degli uomini.

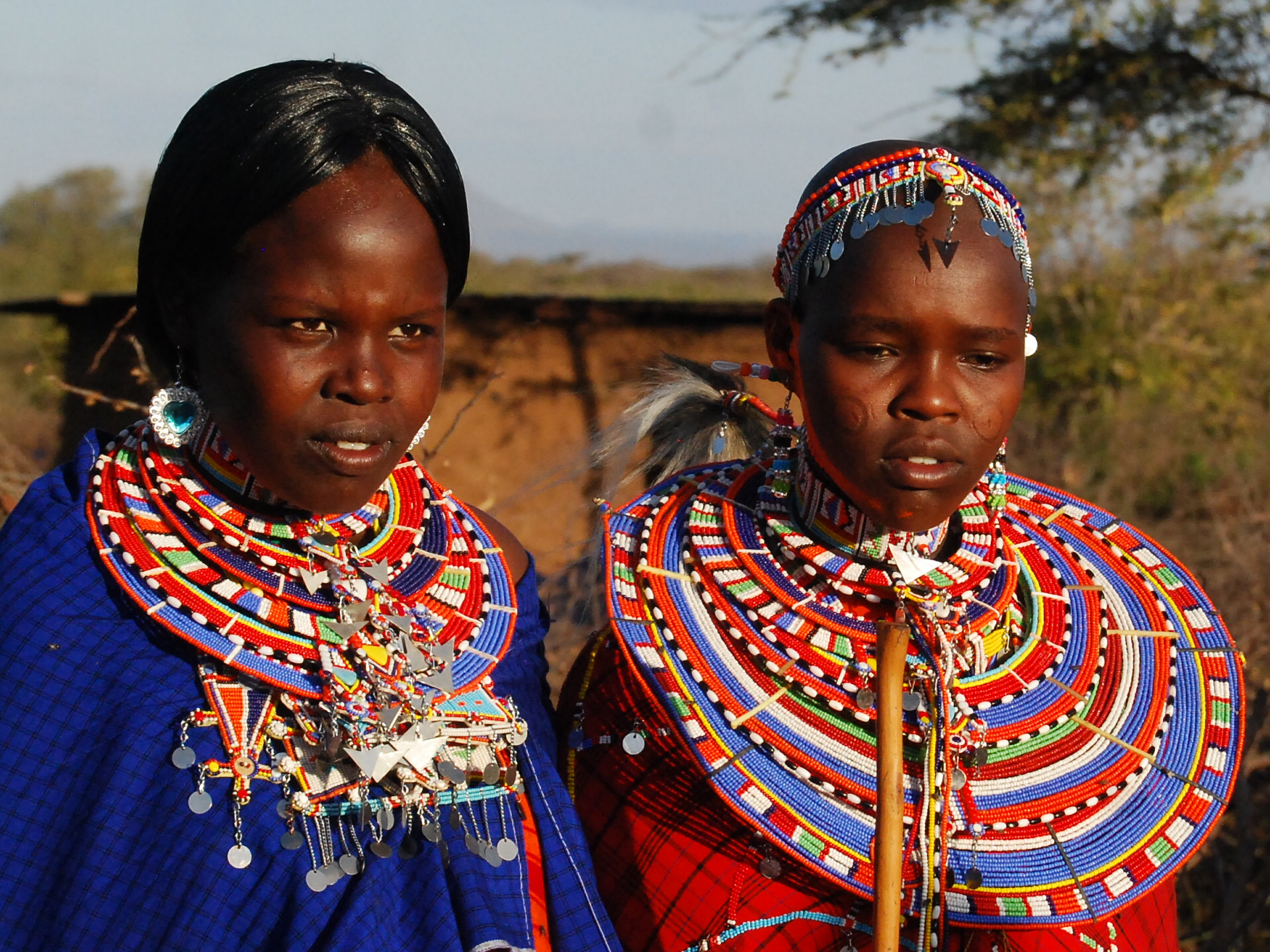
Due bambine.

### L'opposizione missionaria alle mutilazioni genitali femminili
Tra il 1929 e il 1932 i missionari britannici protestarono anche aspramente contro la pratica consuetudinaria delle mutilazioni, ma incontrarono la forte resistenza del popolo Kikuyu, la più vasta tribù del paese. 
Lo storico statunitense Lynn M. Thomas scrive che durante la controversia la questione divenne uno dei punti focali del movimento indipendentista e una prova di fedeltà alle chiese cristiane o alla "Kikuyu Central Association", l'organizzazione autonomista della regione.

## Dopo il 1963
Nel periodo immediatamente postcoloniale le donne rimasero fortemente discriminate dalla società patriarcale costituitasi. 
Solamente alcune rare giovani poterono acquisire un'istruzione per merito dei genitori coinvolti in attività di missione religiosa fin dal tempo coloniale; molte di coloro che non furono in grado di ottenere l'adeguata istruzione scolastica all'età di appena 12 anni vennero fatte sposare.
Soltanto dopo il 1995, grazie alla "Piattaforma d'azione di Pechino", molte donne cominciarono a beneficiare dell'introduzione di diversi punti di vista femministi quali l'autocoscienza femminile, la fiducia di sé, l'uguaglianza di genere e la giustizia sociale. Un certo numero di donne ha così cominciato a partecipare attivamente alla politica nazionale.

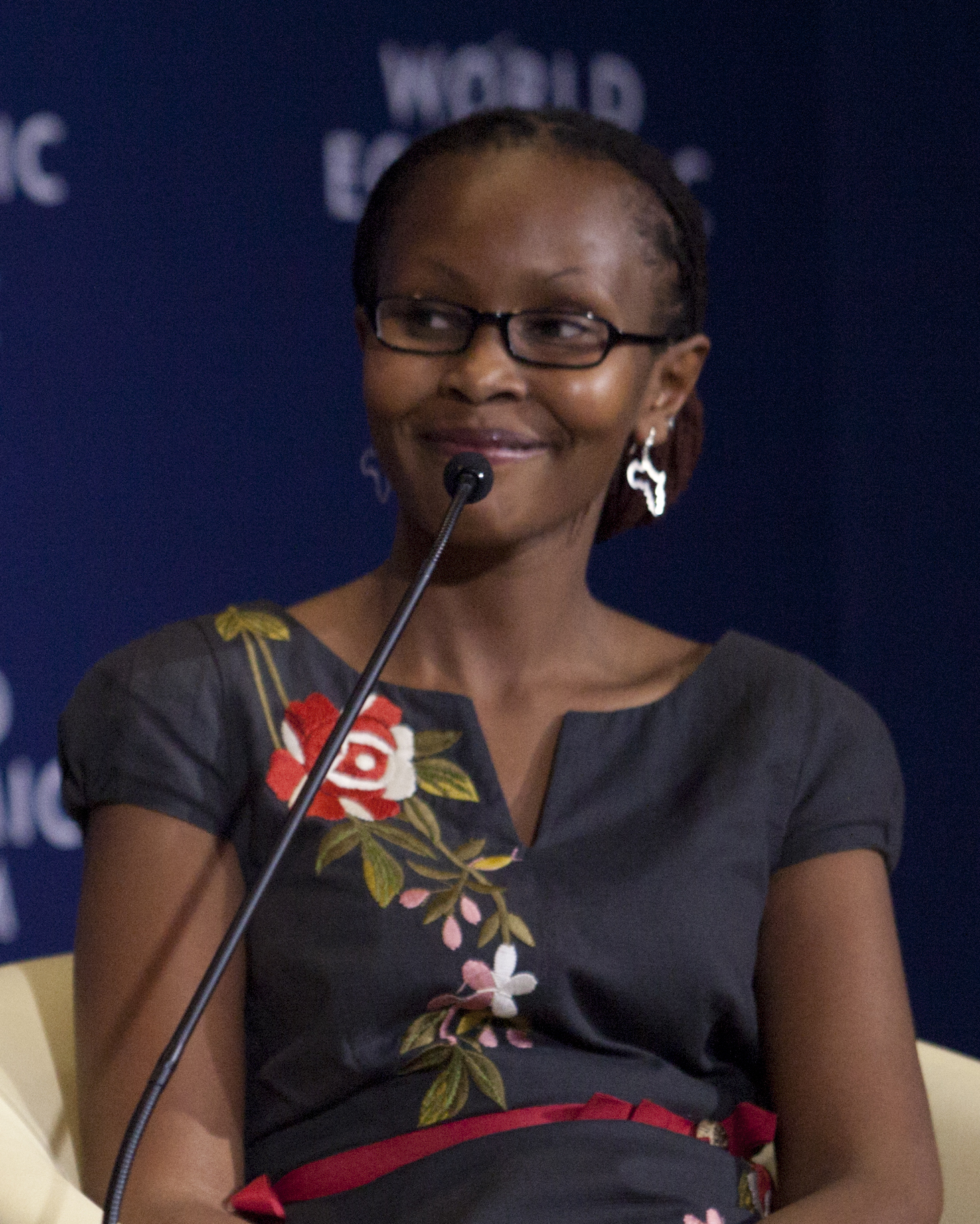
Juliana Rotich, professoressa di tecnologia informatica al forum economico mondiale del 2012.

### Educazione
L'ingresso delle donne nell'istruzione pubblica permise loro di giocare un ruolo attivo, dando in certo qual modo un senso identitario che la maggior parte i loro fece crescere e sviluppare. 
Durante e dopo la colonizzazione l'educazione dei giovani divenne un'idea sempre più comunemente accettata ma, sebbene fosse disponibile l'accesso in particolar modo per le bambine rimase difficile ricevere un'educazione formale in quanto i genitori non ne videro il bisogno; l'istruzione restò difatti del tutto simile a quella che avrebbero ricevuto dalle loro madri.

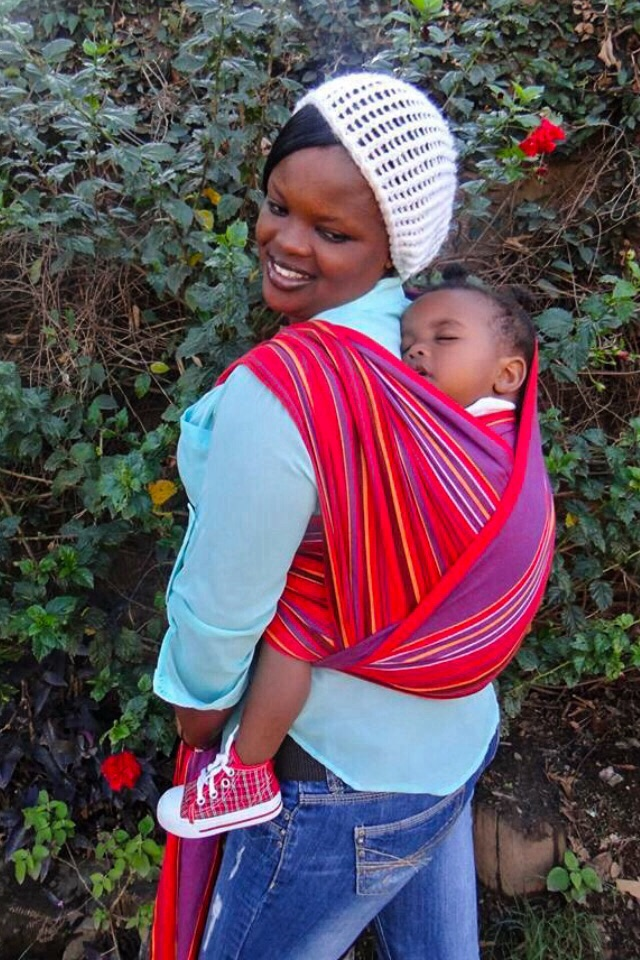
Madre e figlio.

Ciò comprendeva competenze di lavoro domestico quali la cura dei bambini, il cucito e, se fossero state fortunate, anche le abilità di lettura e scrittura. 
Alla fine degli anni novanta divenne sempre più comune per una ragazza ricevere un'istruzione primaria, ma gli uomini cominciarono ad innalzarsi socialmente e ad ottenere posti di lavoro mentre le donne rimanevano a casa a prendersi dura delle faccende domestiche.
Nel decennio 1990 quasi il 50% dei bambini che frequentavano le scuole primarie erano femmine.
Questo salto è avvenuto nel tempo a causa dello sviluppo d'istituti scolastici facilmente accessibili; il governo ha inoltre posto una maggior attenzione nei riguardi dell'educazione dei giovani in quanto crede che questo porterà ad un paese più prospero. 
Secondo il sito web dell'ambasciata della Repubblica del Kenya "...è stato stabilito che, fornendo un'istruzione primaria alle donne, una società è in grado di accelerare il suo sviluppo".
La situazione per quanto concerne l'istruzione secondaria è leggermente diversa da quella della scuola elementare. Al tempo dell'indipendenza circa il 32% delle iscrizioni nelle scuole secondarie erano di giovani donne, mentre il 68% era costituita da maschi. Nel tempo questi numeri sono aumentati, ma negli studi più recenti rimane ancora 40 contro il 60%. 
Questo divario può essere spiegato dal divario tra le scuole disponibili per ragazzi e ragazze. Nel 1968 vi furono 148 scuole primarie finanziate dal governo per i maschi, mentre 61 scuole secondarie vennero riservate alle ragazze, più 28 scuole secondarie cofinanziate.
Poiché i maschi hanno a disposizione più di due volte la frequenza nelle scuole, per loro la partecipare rimane doppia rispetto alle controparti femminili. Più scuole secondarie sono state costruite a partire dal 1968, ma questo grande divario rimane ancora incolmato.

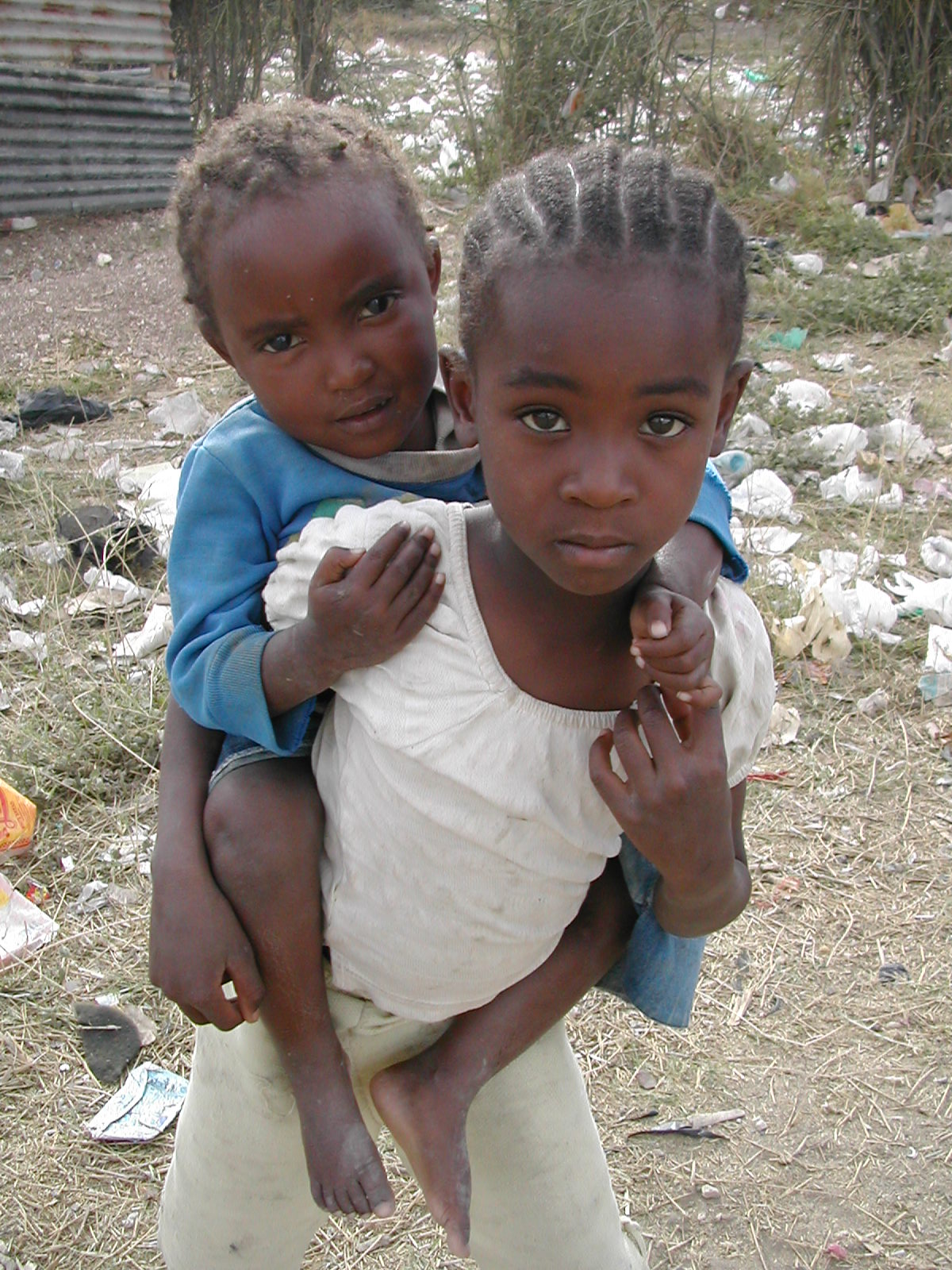
Bambina con la sorellina in uno slum.

### Donne nella politica
Sempre più donne in tutto il mondo vengono elette a cariche pubbliche e le idee di uguaglianza di genere e femminismo stanno diventando più diffuse. 
In Kenya però le donne non stanno ottenendo molti ruoli decisionali nel governo il che le rende più arretrate. Anche se il paese sta in questa classifica ben dietro rispetto a molti altri, ci sono alcune donne molto influenti che hanno occupato posizioni di responsabilità.

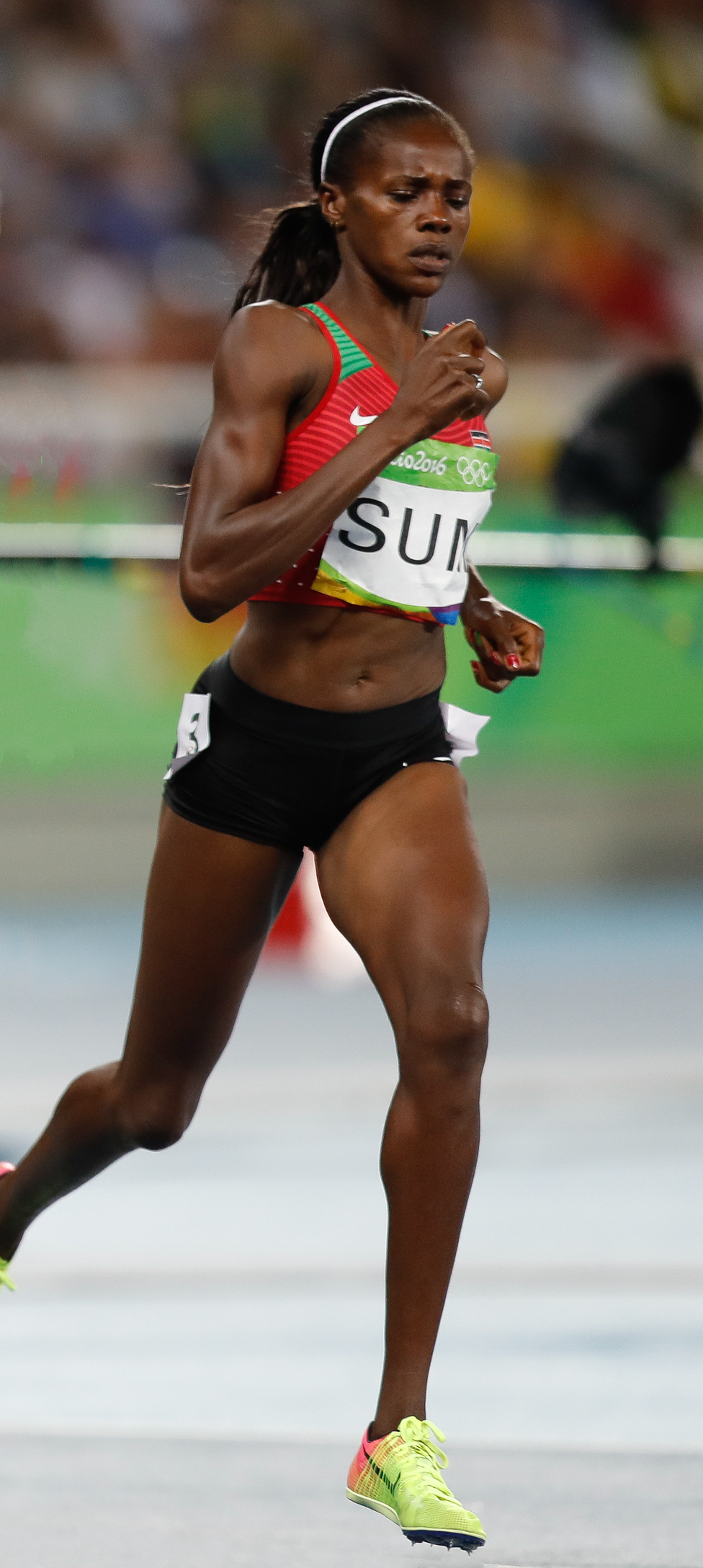
L'atleta Eunice Sum.

#### Wangari Maathai
Wangari Maathai è stata la prima donna africana a ricevere il Premio Nobel per la pace per il suo "contributo allo sviluppo sostenibile, alla democrazia e alla pace". 
È stata eletta anche membro del parlamento e ha lavorato in politica per oltre due decenni; le sue controparti maschili sono state superate per tutta la durata del suo lavoro governativo.
Maathai non era direttamente un esponente dell'attivismo femminista, ma per lo più un attivista dell'ambientalismo; ella ha ispirato altre donne in tutto il mondo ad entrare in politica e a fare attivismo. 
Maathai è stata considerata anche una che lavorava "dal basso"; questo è stato un altro modo in cui ha potuto ispirare le donne e altri gruppi minoritari che sono stati sempre silenziati in passato.

## Poligamia
Nel marzo del 2014 il parlamento ha approvato un disegno di legge che consente agli uomini di sposarsi con più mogli. La poligamia è comune tra le comunità tradizionali, come pure tra la comunità musulmana del paese.
La proposta del 2014 aveva inizialmente dato alla moglie il diritto di veto alla scelta del marito, ma i parlamentari maschi hanno superato le divisioni dei partiti per spingere in direzione di un testo che ha fatto decadere questa clausola. 
La promulgazione della legge ha causato proteste tra i membri parlamentari femminili e prodotto un tentativo di ostruzionismo, ma senza alcun esito.

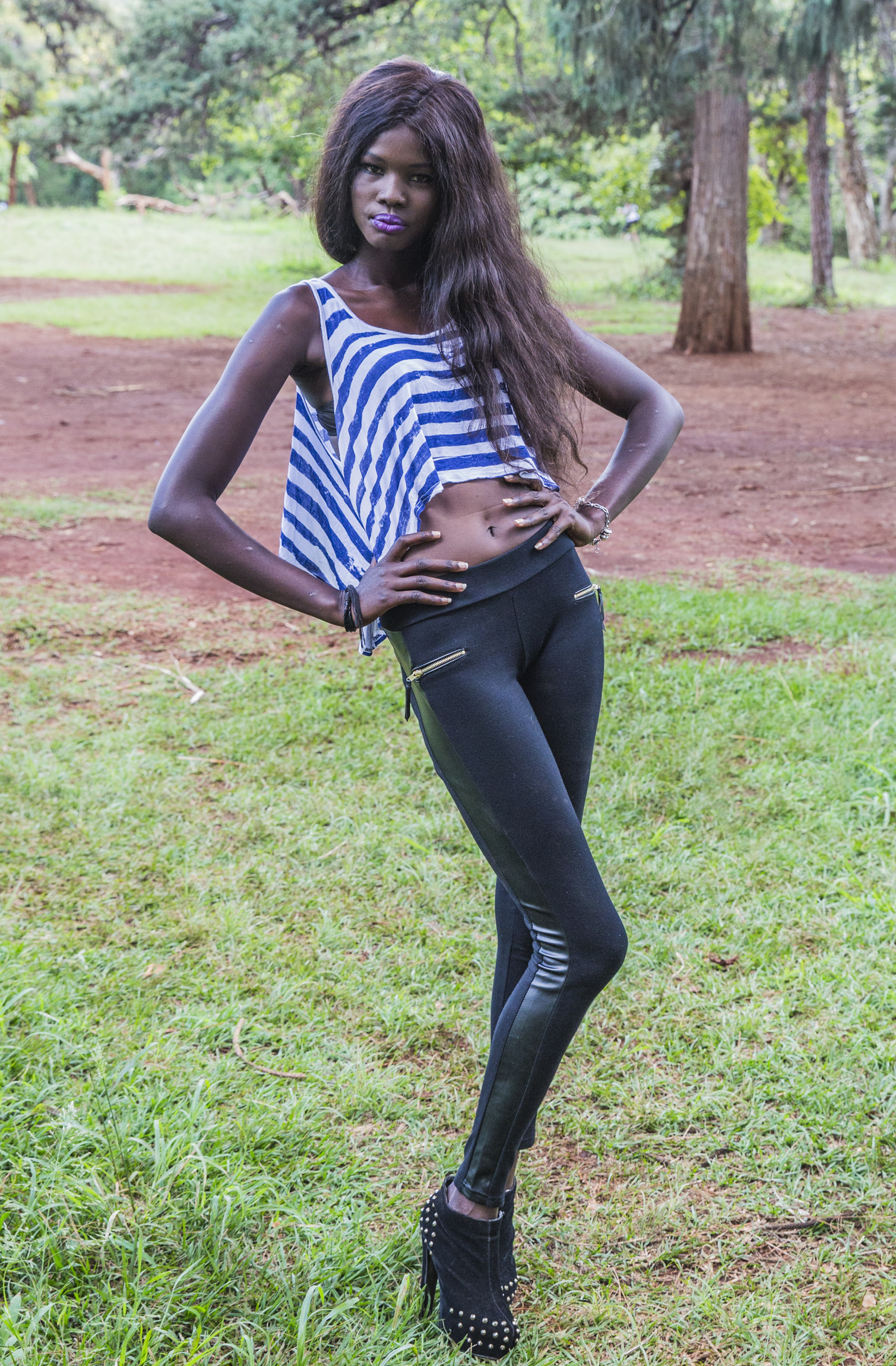
Giovane donna di Nairobi.